# Enantiomer
Enantiomerer eller spejlbilledisomerer er betegnelsen for to molekyler hvis kemiske struktur er ens, men som er hinandens spejlbilleder. De to molekyler indeholder derfor de samme slags grundstoffer og de samme kemiske bindinger, men har forskellig rumlig opbygning. Sådanne to molekyler har ens kemiske og fysiske egenskaber, bortset fra at de roterer planpolariseret lys i modsat retning. En blanding af lige store mængder af to enantiomerer kaldes en racemisk blanding. En racemisk blanding roterer ikke polariseret lys.
Denne form for isomeri spiller en stor rolle i biologien, da det typisk kun er den ene enantiomer der bruges, mens den anden ingen indflydelse har eller ligefrem negativ indflydelse på organismen.

## Kiralitet
Der findes enantiomerer af en kemisk forbindelse, hvis forbindelsen har et (eller flere) kulstofatomer hvortil der er bundet fire forskellige atomer/atomgrupper. Et sådant kulstofatom kaldes et kiralt center. Man benytter dog også betegnelserne asymmetrisk eller stereogent. Det simpleste eksempel på et molekyle med et kiralt center er metan, hvor tre af brintatomerne er udskiftet med tre forskellige atomer, f.eks. brom, klor og fluor. Dette molekyle har en rumlig opbygning som et tetraeder, hvor kulstofatomet sidder inden i tetraederets centrum, mens H, Br, Cl og F sidder i hjørnerne. Hvis man lader to af atomerne bytte plads vil der opstå en ny forbindelse som er et spejlbillede af den oprindelige. De to forbindelser har samme kemiske formel (bruttoformel), men viser forskel i den rumlige opbygning af deres molekyler. De to enantiomerer kan ikke ved drejning bringes til at dække hinanden fuldstændig.

## Fysiske og kemiske egenskaber
Enantiomerer har alle de samme fysiske egenskaber, på nær en, nemlig den retning de drejer planpolariseret lys. Den ene enantiomer drejer lyset mod højre, mens den anden drejer det mod venstre. De drejer dog lyset lige meget, blot i modsat retning.
Enantiomerer har identiske kemiske egenskaber, bortset fra ved reaktion med andre stoffer som selv er enantiomerer, optisk aktive reagenser.

## Nomenklatur

### Efter optisk aktivitet: (+) og (–)
Enantiomerer kan navngives efter hvilken retning de roterer planpolariseret lys. Hvis molekylet roterer lyset med uret (set mod lysets retning) får det betegnelsen (+). Spejlbilledmolekylet får betegnelsen (–).

### Efter konfiguration:DogL
D (fra latin dexter, højre) og L (fra latin laevus, venstre)-konfigurationerne er betegnelser for molekylernes rumlige struktur. De findes ved sammenligning med glyceraldehyd.

### Efter konfiguration: R og S
Betegnelserne R (fra latin rectus, højre) og S (fra latin sinister, venstre) benyttes til at skelne mellem to enantiomerers konfigurationer. Ved bestemmelse af konfigurationen for en enantiomer tages udgangspunkt i et kiralt center. De fire grupper der er bundet til det kirale center nummereres efter prioritet. Desto højere atomvægt, desto højere prioritet. Hvis der er to kulstofatomer bundet til det kirale center, ser man på hvilke grundstoffer der er bundet til de to kulstofatomer.

## Biologisk betydning
De allerfleste enzymer foretrækker en bestemt enantiomer som substrat.
I perioden 1958 til 1961 solgte det tyske firma Grünenthal et lægemiddel som blev anbefalet til gravide kvinder mod kvalme. Det aktive stof i lægemidlet var thalidomid, som blev påstået at være fuldkommen harmløst og i øvrigt at virke beroligende. 
Imidlertid viste det aktive stof, thalidomid, sig for ikke at være så harmløst, som først påstået. Af gravide kvinder, som havde indtaget midlet blev der i årene efter 1958 født 
omkring 8.000 misdannede børn på verdensplan, som manglede både arme og ben. Thalidomid er siden hen blevet kaldt tilbage fra markedet, og man har nu fundet ud af, at thalidomid indeholder et asymmetrisk carbonatom, der medfører spejlbilledeisomeri.
Af de to spejlbillede-isomere har det ene til egenskab at hæmme kvalme, hvorimod det andet standser blodtilførelsen. Dette sidstnævnte anvendes i dag bl.a. til behandling af kræftsvulster, da det kan standse blodtilførelsen til kræftsvulsten.
For at afgøre om to stoffer er R/S-isomere gælder de samme prioriteringsregler som ved bestemmelse af Z/E-isomeri mht. trans-/cis-isomeri. Princippet bag denne prioritering er, at atomgrupper med højest atomnumre prioriteres højest. Har man med to atomgrupper at gøre, hvoraf det samme atom er knyttet carbonatomet ser man på, hvilket atom, der indgår i atomgruppen.
I hverdagen oplever vi spejlbillede-isomeri mht. vores hænder. I kemiske sammenhænge siger man, at hænderne er kirale.
 Der er for få eller ingen kildehenvisninger i denne artikel, hvilket er et problem. Du kan hjælpe ved at angive troværdige kilder til de påstande, som fremføres i artiklen.